# Timothy Harris (écrivain)
Pour les articles homonymes, voir Harris.
Timothy Hyde Harris, né le 21 juillet 1946 à Los Angeles en Californie, est un écrivain de roman policier, scénariste et producteur de cinéma américain.

## Biographie
Dans sa jeunesse, il voyage beaucoup en Europe et en Afrique du nord. 
Son premier roman, Kronski/McSmash, est publié tout d’abord au Royaume-Uni avant de l’être aux États-Unis. Il s’agit d’un polar parodique que Michel Lebrun qualifiera dans Les Lettres françaises de « Premier polar de la hip génération, livre fou, fou, fou au style défoncé hautement réjouissant, qui pulvérise au passage quelques-uns des tabous les plus sacrés de la civilisation américaine. » .
Puis, Harris alterne novélisations et romans policiers.  Dans deux romans, Kyd for Hire  et Good Night and Goodbye, il met en scène un détective privé, Thomas Kyd qui a des points communs avec Philip Marlowe, le détective privé de Raymond Chandler : obstination, solitude, éthique, aversion pour les riches californiens sans morale. Dans Heatwave, novélisation d’un scénario qui sera réalisé par Phillip Noyce en 1982, figure un autre héros, Bobby Paradise, détective privé désabusé avec une forte attirance pour le gin. Claude Mesplède dans le Dictionnaire des littératures policières affirme que « Avec ce texte, Harris s’affirme comme un marxiste raffiné, ce que le roman américain n’avait pas connu depuis Hammett ».
Harris commence dans les années 1980 une carrière cinématographique en qualité de scénariste et de producteur.

## Œuvre

### Romans
- Kronski/McSmah, 1969
  - Kronski/McSmah, Stock, 1971, réédition collection Morts subites, Slatkine, 1981
- Kyd for Hire, 1977
  - Une gâchette à louer, Série noire no 1762, 1980
- Good Night and Goodbye, 1972
  - Tirez sur la chanteuse, Série noire, no 1754, 1979
- Unfaithful, 2004

### Novélisations
- Steelyard Blues, 1972 (d'après le scénario de David S. Ward)
- American Gigolo, 1979 (d’après le scénario de Paul Schrader)
  - American Gigolo, Veyrier, 1980
- Heatwave, 1979
  - Un p’tit tramway dans la tête, Série noire no 1769, 1980

## Filmographie

### Scénarios
- 1980 : Cheaper to Keep Her réalisé par Ken Annakin
- 1983 : Un fauteuil pour deux réalisé par John Landis
- 1985 : Comment claquer un million de dollars par jour réalisé par Walter Hill
- 1988 : Street of Dreams, adaptation de Good Night and Goodbye, réalisé par William A. Graham
- 1988 : Jumeaux réalisé par Ivan Reitman
- 1988 : J'ai épousé une extra-terrestre réalisé par Richard Benjamin
- 1990 : Un flic à la maternelle réalisé par Ivan Reitman
- 1991 :  Danger public réalisé par Nadia Tass
- 1996 : Space Jam
- 2009 : Astro Boy réalisé par David Bowers

### Production
- 1993 : Chute libre réalisé par Joel Schumacher

## Sources
- Claude Mesplède (dir.), Dictionnaire des littératures policières, vol. 1 : A - I, Nantes, Joseph K, coll. « Temps noir », 2007, 1054 p. (ISBN 978-2-910686-44-4, OCLC 315873251).
- Claude Mesplède (dir.), Dictionnaire des littératures policières, vol. 2 : J - Z, Nantes, Joseph K, coll. « Temps noir », 2007, 1086 p. (ISBN 978-2-910686-45-1, OCLC 315873361) (pour Thomas Kyd).
- Claude Mesplède, Les années "Série noire" : bibliographie critique d'une collection policière, vol. 4 : 1972-1982, Amiens, Editions Encrage, coll. « Travaux » (no 25), 1995, 318 p. (ISBN 978-2-906389-63-2).